# Айяла, Виктор
Виктор Уго Айяла Нуньес (исп. Víctor Hugo Ayala Núñez; родился 1 января 1988 года в Эусебио-Айяла, Кордильера, Парагвай) — парагвайский футболист, полузащитник клуба «Депортиво Реколета» и сборной Парагвая.

## Клубная карьера
Айяла — воспитанник клуба «Спорт Колумбия». В 2005 он дебютировал за команду на профессиональном уровне в Терсере. По окончании сезона Виктор перешёл в более именитый «Рубио Нью», который также покинул по окончании чемпионата. В 2007 году Айяла подписал соглашение с клубом «Либертад». В составе новой команды Виктор трижды выиграл парагвайскую Примеру и провёл за «Либертад» более 150 матчей.
Летом 2012 года Айяла перешёл в аргентинский «Ланус». 4 августа в матче против «Колона» он дебютировал в аргентинской Примере. В поединке против «Велес Сарсфилд» Виктор забил свой первый гол за «Ланус». В 2013 году он помог команде выиграть Южноамериканский кубок. 7 февраля 2014 года в матче Кубка Либертадорес против венесуэльского «Каракаса» Айяла забил гол.
Летом 2016 года Виктор подписал контракт с клубом из Саудовской Аравии «Ан-Наср». 17 сентября в матче против «Аль-Кадисии» он дебютировал в чемпионате Саудовской Аравии. В этом же поединке Айяла забил свой первый гол за «Ан-Наср». В начале 2018 года Виктор присоединился к гуаякильской «Барселоне». 17 февраля в матче против «Универсидад Католика» он дебютировал в чемпионате Эквадора. Летом того же года Айяла перешёл в «Химнасию Ла-Плата». 11 августа в матче против «Архентинос Хуниорс» он дебютировал за новую команду.

## Международная карьера
12 ноября 2011 года в отборочном матче чемпионата мира 2014 года против сборной Эквадора Айяла дебютировал за сборную Парагвая. Свой первый гол за сборную Виктор забил на Кубке Америки 2016 против команды Колумбии дальним ударом из-за штрафной.
В 2016 году Айяла принял участие в Кубке Америки в США. На турнире он сыграл в матчах против команд США и Колумбии. В поединке против колумбийцев Виктор забил гол.

### Голы за сборную Парагвая
| № | Дата        | Место                    | Противник | Результат | Счет | Соревнование       |
| - | ----------- | ------------------------ | --------- | --------- | ---- | ------------------ |
| 1 | 7 июня 2016 | Роуз-боул, Пасадина, США | Колумбия  | 1:2       | 1:2  | Кубок Америки 2016 |

## Статистика

### Сборная
| Команда  | Год   | Игр | Голы |
| -------- | ----- | --- | ---- |
| Парагвай |       |     |      |
| 2011     | 3     | 0   |      |
| 2012     | 5     | 0   |      |
| 2013     | 7     | 0   |      |
| 2014     | 2     | 0   |      |
| 2016     | 1     | 1   |      |
| Всего    | Всего | 18  | 1    |

## Достижения
«Либертад»
- Чемпион Парагвая — Апертура 2008
- Чемпион Парагвая — Клаусура 2008
- Чемпион Парагвая — Клаусура 2010

 «Ланус»
- Чемпион Аргентины — 2016
- Обладатель Южноамериканского кубка — 2013